# Dragon Warrior (вертолёт)
Модель Cypher II (Dragon Warrior), разработанная с учётом требований Корпуса морской пехоты, беспилотный разведывательный БПЛА (беспилотный вертолёт). Построен дрон известной компанией Сикорски. Несколько меньше по размером базовой модели Cypher. В режиме «умного прибора» может самостоятельно взлетать, садиться и работать в воздухе, ориентируясь на местности с помощью системы GPS. В качестве же основного предусмотрен режим ручного управления с мобильной наземной станции. На сайте производителя описан испытательный полёт в 2001 году.